# Német Szabaddemokrata Párt
Német Szabaddemokrata Párt (németül Freie Demokratische Partei, FDP) liberális párt Németországban. Ideológiája a szabadpiac elvű gazdaságpolitika és az egyéni jogok védelmét ötvözi a német jóléti állam szociális elveivel. A 2005-ös választások után a harmadik legnagyobb párt a Bundestagban.
Az FDP-t német liberális pártok alapították 1948. december 11-én, amelyek részben a liberális Német Demokratikus Pártból (DDP), részben a középjobb Német Néppártból (DVP) eredtek. Az FDP első elnöke, Theodor Heuss, korábban a DDP egy vezetője volt.
Az FDP hagyományosan középosztálybeli és felső középosztálybeli protestánsok alkotják, akik függetlennek, és az európai liberális hagyományok híveinek vallják magukat. A szövetségi választásokon a párt 5,8% és 12,8% közti eredményeket szokott elérni, tehát nem közelíti meg a két nagy német párt (a CDU/CSU, illetve az SPD) eredményeit. 
A párt 1998-tól ellenzékbe került. A szabaddemokraták főleg a fiatalokat célozzák meg, ezért is volt a 2002-es választásokon a „Projekt 18” a kampányuk címe.
A 2004-es parlamenti választásokon 6,1%-ot értek el. A párt az ALDE-frakció része, annak 3. legerősebb pártja. 
A 2005-ös szövetségi választásokon a párt 9,8%-ot ért el, ezzel a 3. legerősebb párt lett az ellenzéki oldalon.

## Ideológia
A párt ideológiája a liberalizmus. A párt a politikai spektrumon gazdasági liberálisnak tekinthető.

### Gazdaságpolitika
A párt a liberális és szociális piacgazdaságban hisz. Fontosnak tartják, hogy az állam a gazdaság működéséhez szükséges kereteket megadja, de lehetőleg ne avatkozzon bele a piaci mechanizmusokba. 
Céljuk a munkahely teremtés a befektetői környezet jobbá tételével, ennek céljában a bürokráciacsökkentés, privatizálás és deregularizációt vallják fontosnak. Az államadósság csökkentésével egy olyan kiegyensúlyozott költségvetést szeretnének, amivel nem alakulna ki újraeladósodás. Az adózás szempontjából az egyszerűbb adórendszert szeretnék megteremteni, a személyi jövedelem adó esetében az egykulcsos adórendszert vezetnék be. 
A szabaddemokraták eltörölnék szövetségi szinten a minimálbért, ehelyett a bérek alsó határát tartományi illetve ágazati sajátosságoknak megfelelően határoznák meg. 

### Egészségügy
A bürokratikus szabályrendszerek leépítését tartják fontosnak emellett, hogy a betegeknek joguk legyen dönteni orvosi kezelések esetén a saját testükről. Az intézményi autonómiát erősíteni kell. Hosszabb távon a párt a kender legalizálást tűzte ki célul.

### Oktatáspolitika
A párt a migrációs háttérrel rendelkező diákok esetében kötelező német nyelvi tesztet íratnának, hogy a nyelvi hiányosságokkal küzdő diákokat kiszűrjék. Az óvodai elhelyezést ingyenessé tennék 3-6 éves korú gyerekek esetében. Az idegen nyelv tanítása, már az általános iskola első osztályában el kell kezdeni álláspontjuk szerint. 
A párt a felosztott oktatási rendszert támogatja, aminek keretében felszámolnák a Gesamtschule rendszerét, mert álláspontjuk szerint ez az iskolatípus nem szolgálja az egyéni fejlődést és a teljesítményorientált szemléletet. A párt a csúszó tandíjakat támogatja, hogy a felsőoktatási intézmények finanszírozása biztosított legyen. A párt támogatja az őssejt kutatásokat.

## Választási eredmények

### Bundestag
| Választások | Választókerületi szavazatok száma | Pártlistás szavazatok száma | %    | Megszerzett helyek száma | Kormány/Ellenzék?                                 | Pártelnök              |
| ----------- | --------------------------------- | --------------------------- | ---- | ------------------------ | ------------------------------------------------- | ---------------------- |
| 1949        | nem volt                          | 2 829 920                   | 11,9 | 52 / 410                 | Kormánypárt: CDU/CSU és a DP párttal              | Franz Blücher          |
| 1953        | 2 967 566                         | 2 629 163                   | 9,5  | 53 / 509                 | Kormánypárt: CDU/CSU és a DP párttal              | Franz Blücher          |
| 1957        | 2 276 234                         | 2 307 135                   | 7,7  | 43 / 519                 | Ellenzék                                          | Reinhold Maier         |
| 1961        | 3 866 269                         | 4 028 766                   | 12,8 | 67 / 521                 | Kormánypárt: CDU/CSU pártokkal                    | Erich Mende            |
| 1965        | 2 562 294                         | 3 096 739                   | 9,5  | 50 / 518                 | Kormánypárt: CDU/CSU pártokkal                    | Erich Mende            |
| 1969        | 1 554 651                         | 1 903 422                   | 5,8  | 31 / 518                 | Kormánypárt: SPD párttal                          | Walter Scheel          |
| 1972        | 1 790 513                         | 3 129 982                   | 8,4  | 42 / 518                 | Kormánypárt: SPD párttal                          | Walter Scheel          |
| 1976        | 2 417 683                         | 2 995 085                   | 7,9  | 40 / 518                 | Kormánypárt: SPD párttal                          | Hans-Dietrich Genscher |
| 1980        | 2 720 480                         | 4 030 999                   | 10,6 | 54 / 519                 | Kormánypárt: SPD párttal                          | Hans-Dietrich Genscher |
| 1983        | 1 087 918                         | 2 706 942                   | 6,9  | 35 / 520                 | Kormánypárt: CDU/CSU pártokkal                    | Hans-Dietrich Genscher |
| 1987        | 1 760 496                         | 3 440 911                   | 9,1  | 48 / 519                 | Kormánypárt: CDU/CSU pártokkal                    | Martin Bangemann       |
| 1990        | 3 595 135                         | 5 123 233                   | 11,0 | 79 / 662                 | Kormánypárt: CDU/CSU pártokkal                    | Otto Graf Lambsdorff   |
| 1994        | 1 558 185                         | 3 258 407                   | 6,9  | 47 / 672                 | Kormánypárt: CDU/CSU pártokkal                    | Klaus Kinkel           |
| 1998        | 1 486 433                         | 3 080 955                   | 6,2  | 43 / 669                 | Ellenzék                                          | Wolfgang Gerhardt      |
| 2002        | 2 752 796                         | 3 538 815                   | 7,4  | 47 / 603                 | Ellenzék                                          | Guido Westerwelle      |
| 2005        | 2 208 531                         | 4 648 144                   | 9,8  | 61 / 614                 | Ellenzék                                          | Guido Westerwelle      |
| 2009        | 4 076 496                         | 6 316 080                   | 14,6 | 93 / 622                 | Kormánypárt: CDU/CSU pártokkal                    | Guido Westerwelle      |
| 2013        | 1 028 645                         | 2 083 533                   | 4,8  | 0 / 630                  | Kiesett a törvényhozásból                         | Philipp Rösler         |
| 2017        | 3 249 238                         | 4 997 178                   | 10,7 | 80 / 709                 | Ellenzék                                          | Christian Lindner      |
| 2021        | 4 040 783                         | 5 316 698                   | 11,5 | 92 / 736                 | Kormánypárt az SPD-vel és a Zöldekkel (2021–2024) | Christian Lindner      |
| 2025        | 1 623 351                         | 2 148 878                   | 4,3  | 0 / 630                  | Kiesett a törvényhozásból                         | Christian Lindner      |

### Tartományi parlamentek
| Tartomány                 | Választási év | Szavazatok száma | %    | Megszerzett helyek száma | Kormány/Ellenzék?                                |
| ------------------------- | ------------- | ---------------- | ---- | ------------------------ | ------------------------------------------------ |
| Alsó-Szászország          | 2022          | 170 298          | 4,7  | 0 / 146                  | Parlamenten kívül                                |
| Baden-Württemberg         | 2021          | 508 278          | 10,5 | 18 / 154                 | Ellenzék                                         |
| Bajorország               | 2023          | 413 595          | 3,0  | 0 / 203                  | Parlamenten kívül                                |
| Berlin                    | 2023          | 70 416           | 4,6  | 0 / 147                  | Parlamenten kívül                                |
| Brandenburg               | 2024          | 12 462           | 0,8  | 0 / 88                   | Parlamenten kívül                                |
| Bréma                     | 2023          | 64 155           | 5,1  | 5 / 84                   | Ellenzék                                         |
| Észak-Rajna-Vesztfália    | 2022          | 418 460          | 5,9  | 12 / 195                 | Ellenzék                                         |
| Hamburg                   | 2025          | 100 522          | 2,3  | 0 / 121                  | Parlamenten kívül                                |
| Hessen                    | 2023          | 141 608          | 5,0  | 8 / 137                  | Ellenzék                                         |
| Mecklenburg-Elő-Pomeránia | 2021          | 52 945           | 5,8  | 5 / 79                   | Ellenzék                                         |
| Rajna-vidék-Pfalz         | 2021          | 106 835          | 5,5  | 6 / 101                  | Közlekedésilámpa koalíció (SPD-vel és Zöldekkel) |
| Saar-vidék                | 2022          | 21 618           | 4,8  | 0 / 51                   | Parlamenten kívül                                |
| Szászország               | 2024          | 20 995           | 0,9  | 0 / 119                  | Parlamenten kívül                                |
| Szász-Anhalt              | 2021          | 68 277           | 6,4  | 7 / 97                   | Kormánykoalíció a CDU-val és az SPD-vel          |
| Schleswig-Holstein        | 2022          | 88 613           | 6,4  | 5 / 69                   | Ellenzék                                         |
| Türingia                  | 2024          | 13 582           | 1,1  | 0 / 88                   | Parlamenten kívül                                |

## Választók
A párt választói hagyományosan a 60 éven felüliek és a középkeresetűek közül tevődik össze, bár a 18-29 év közöttiek közt a Zöldek a legnépszerűbb párt, a szabaddemokraták a 3. legnagyobb korcsoportjának számítanak ők. Területileg a párt hagyományosan Baden Württemberg, Hessen, Észak-Rajna-Vesztfália, Rajna-vidék Pfalz és Schleswig-Holstein tartományokban népszerű.

## Elnökei

A FDP szerepe a német tartományi parlamentekben

- Theodor Heuss 1948–1949
- Franz Blücher 1949–1954
- Thomas Dehler 1954–1957
- Reinhold Maier 1957–1960
- Erich Mende 1960–1968
- Walter Scheel 1968–1974
- Hans-Dietrich Genscher 1974–1985
- Martin Bangemann 1985–1988
- Otto Graf Lambsdorff 1988–1993
- Klaus Kinkel 1993–1995
- Wolfgang Gerhardt 1995–2001
- Guido Westerwelle 2001–2011
- Philipp Rösler 2011–2013
- Christian Lindner 2013–2025
- Christian Dürr 2025–